# خیابان فنچورچ

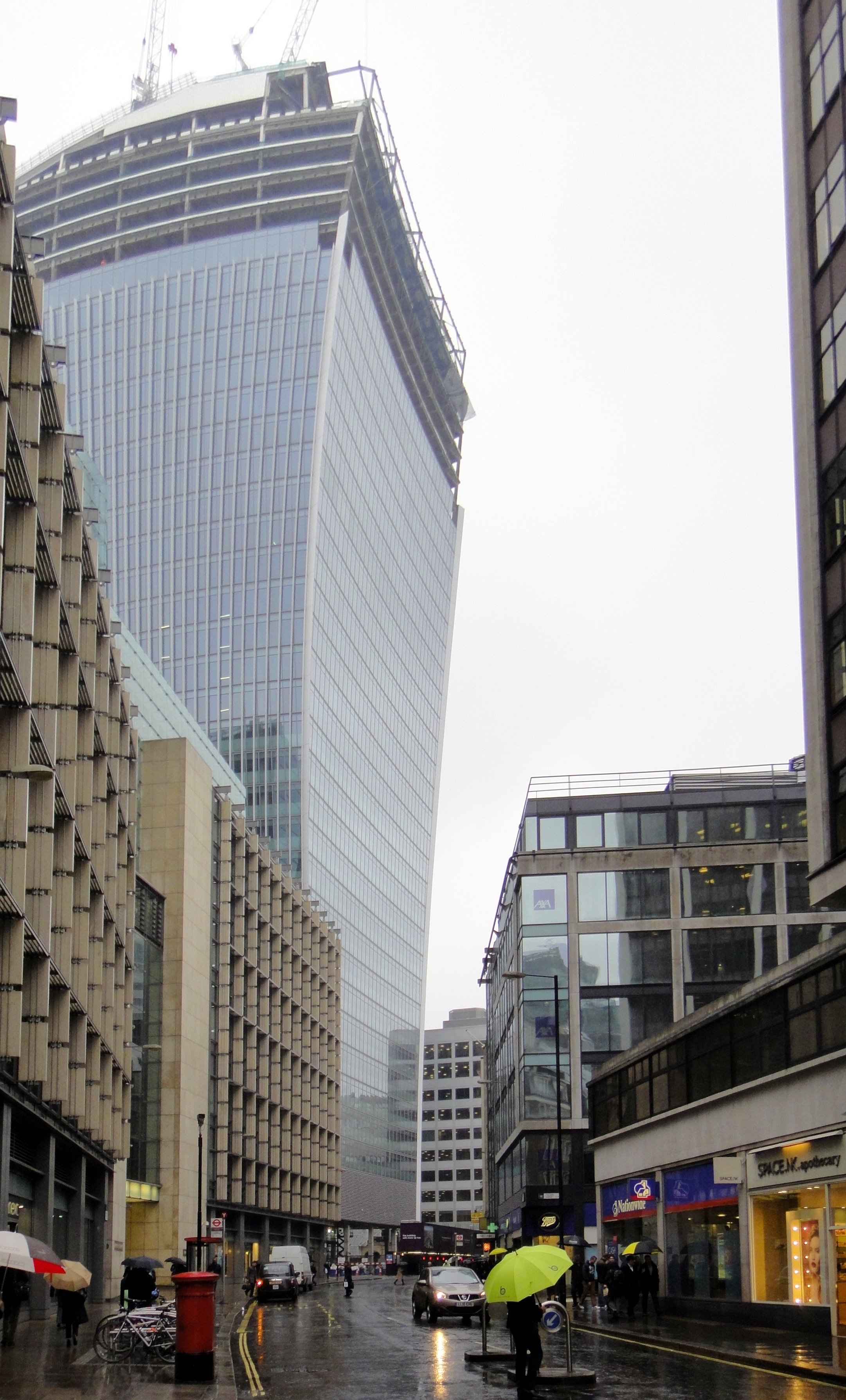
Midway down Fenchurch Street, looking west.

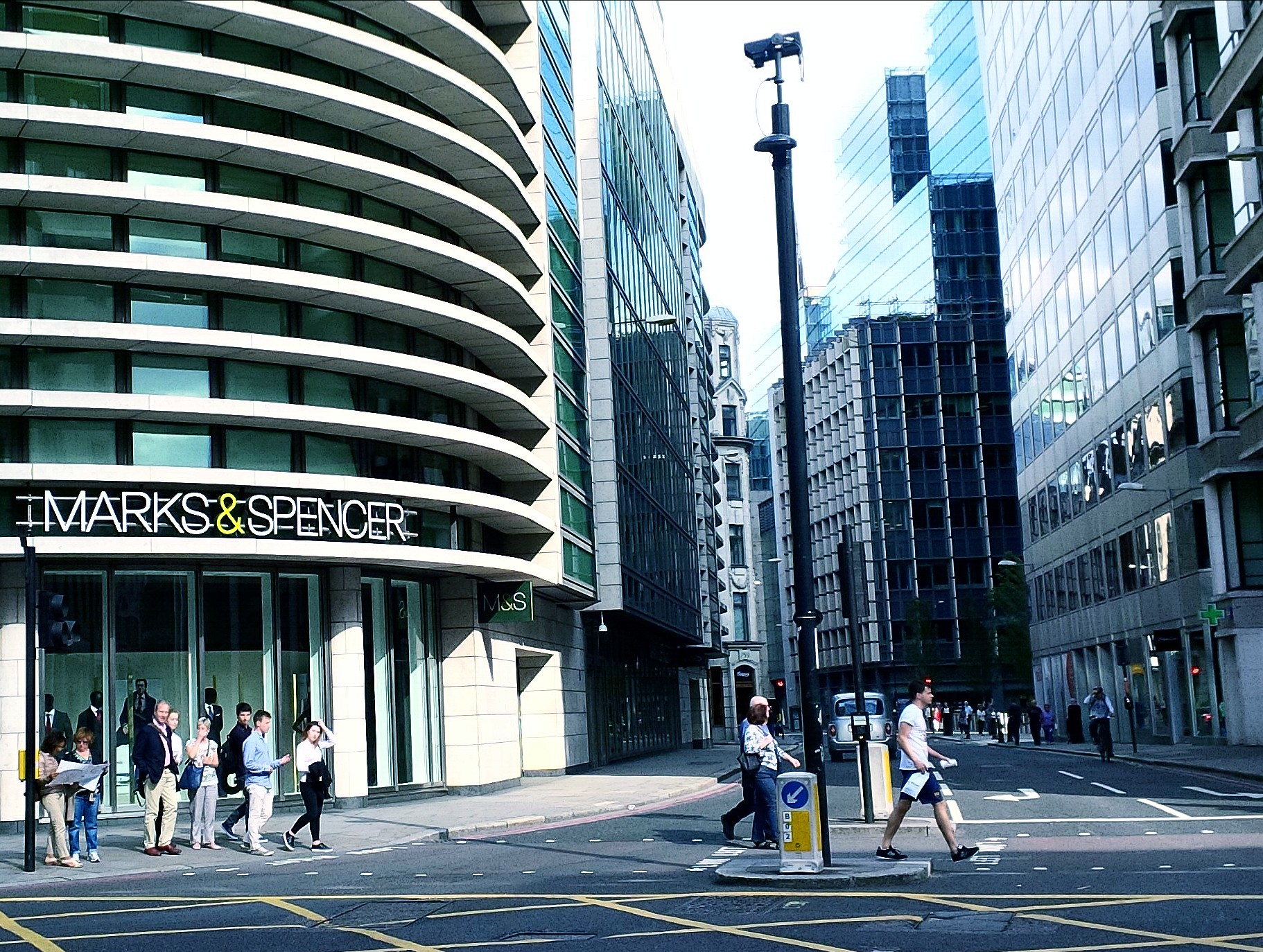
خیابان فنچورچ (بخش غربی)

خیابان فنچورچ (انگلیسی: Fenchurch Street) یک خیابان در لندن، انگلستان است.
این خیابان که در سیتی لندن قرار دارد از سمت غرب به خیابان لومباد و خیابان گریسچورچ و از سمت شرق به خیابان آلدگیت محدود میشود، ایستگاه راه‌آهن خیابان فنچورچ، ۲۰ خیابان فنچورچ و پلاتیشن پلیس در این خیابان قرار دارند.